# Rudolph Binion
Rudolph Binion (* 1927 in New York City; † Mai 2011 in Brookline, Massachusetts) war ein US-amerikanischer Historiker. Seine Fachgebiete waren die moderne europäische Geistes- und Kulturgeschichte und Psychohistorie.

## Leben
Rudolph Binion hat sechs Jahre lang in Paris gelebt, wo er ein Diplom des Institut d’études politiques erwarb und als Statistiker für die UNESCO gearbeitet hat. An der Columbia University erwarb er anschließend den Bachelor- und 1958 den Doktorgrad. Nach einer Lehrtätigkeit an der Rutgers University, dem MIT und an der Columbia University wurde Binion 1967 zum Professor für Moderne europäische Geschichte an der Brandeis University berufen.
In seinem bekanntesten und einflussreichsten Buch – Hitler Among the Germans (1976) – unternahm Binion den Versuch, Adolf Hitlers Persönlichkeit und seine politischen Überzeugungen mit den Mitteln der Psychoanalyse zu erklären.
Nach längerer Krankheit starb Binion im Mai 2011 in seinem Haus in Brookline, Massachusetts.

## Publikationen (Auswahl)
- Frau Lou: Nietzsche’s Wayward Disciple. Princeton University Press, Princeton 1968
- Hitler Among the Germans, New York: Elsevier, 1976
  - deutsche Übers.: „...dass ihr mich gefunden habt“. Hitler und die Deutschen. Klett-Cotta, Stuttgart 1978, ISBN 3-12-910860-2
- Soundings. Psychohistorical and Psycholiterary. The Psychohistory Press, New York 1981
- Sounding the Classics: From Sophocles to Thomas Mann. Praeger, Westport CT 1997
- Past Impersonal: Group Process in Human History. Northern Illinois University Press, 2005